# Saranthe eichleri
Saranthe eichleri är en strimbladsväxtart som beskrevs av Otto Georg Petersen. Saranthe eichleri ingår i släktet Saranthe och familjen strimbladsväxter. Inga underarter finns listade.